# Бродій Андрій Іванович
Андрій Іванович Бродій (Brodi Andrej; Brodi Andreas) (* 2 липня 1895, с. Кив'яждь — † 7 грудня 1946, Ужгород, Українська РСР, СРСР) — вчитель, журналіст та політичний діяч москвофільської та мадярофільської політичних орієнтацій на Закарпатті.

## Життєпис
Народився у 1895 р. у с. Кив'яждь (нині с. Кам'янське Іршавського району на Закарпатті) в сім'ї заможного селянина, колишнього заробітчанина-емігранта, який перебував у США. Після закінчення Ужгородської учительської семінарії в 1914 р. працював учителем у с. Великий Бичків (нині смт Рахівського району Закарпатської області). У роки Першої світової війни воював на фронтах, був поранений, а після закінчення війни і проголошення Угорської Народної Республіки в листопаді 1918 р. сприяв утвердженню мадярської влади в Закарпатті. Автор низки п'єс та сатиричних творів.
Після входження Закарпаття до складу Чехословацької Республіки в 1919 р. влився в громадсько-політичне життя і незабаром визнаний лідером автономістського політичного руху та москвофільського національно-культурного напряму в краї. У 1920 р. став одним із засновників партії Підкарпатський землеробський союз (у 1923 р. перейменована в Автономно-землеробський союз (АЗС), протягом міжвоєнного періоду була однією з найбільш активних та впливових політичних партій в Закарпатті). Після смерті голови АЗС І. Куртяка у 1933 р. А. Бродій очолив партію і був її незмінним головою до 1944 р. Він же був і редактором партійної газети «Русскій вѣстникъ» (1923—1939), серед яких угорськомовного сатиричного журналу «Tyokodi pajtas» (1920) та щоденної політичної газети «Karpati futár» (1920—1924).
На відміну від більшості політичних партій у Закарпатті, АЗС був практично незалежним від численних чеських і словацьких організацій. Уся його діяльність була опозиційною до центрального уряду ЧСР. Він виник як селянсько-землеробська партія з досить реальною господарською програмою (негайне проведення земельної реформи на користь безземельних й малоземельних селян, уведення справедливої податкової системи та вільної торгівлі, будівництво сільських доріг, розвиток ремесел і тваринництва в Закарпатті тощо). З часом на передній план в діяльності АЗС висунулися політичні завдання, головним з яких було здобуття автономії для Закарпаття в рамках всіх історико-етнічних територій, де проживали «підкарпатські русини». У своїй статті «Ми, автономісти, будуємо нову вільну автономну Підкарпатську Русь», опублікованій в 1935 р., А. Бродій писав: «Коротко скажу, чого ми, автономісти, хочемо і за що боремося: Підкарпатська Русь у її етнографічних кордонах від Попраду до Тиси, як указано в Сен-Жерменському мирному договорі і Конституції Чехословацької Республіки: «Повинні ми знати те, що жити і утриматись у великій сім'ї народів вдасться нам тільки так, якщо в нашому краї, на своїй рідній землі володіти і господарювати будемо ми самі. За це ми боремося до цього дня. Сьогодні влада на нашій землі знаходиться не в наших руках, і ми бачимо і відчуваємо те, що наслідки нашої праці ми зберегти для себе не можемо. Тому ми боремось за автономію. Кожний знає, вже і відчуває, що так, як досі було, далі бути не може ні по-Божому, ні по-людському, ні по-природному праву».
Очолювана А. Бродієм партія зростала у кількісному відношенні, насамперед за рахунок сільського населення. Наприкінці 30-х рр. АЗС нараховував від 5 до 7 тис. членів. Партія активно використовувала у своїх цілях москвофільське товариство ім. О. Духновича. А. Бродій був членом президії цього впливового культурно-освітнього товариства. Керівництво АЗС тісно співпрацювало також з високими чинами греко-католицької єпархії. Греко-католицький єпископ Олександр Стойка допомагав матеріально і був посередником у фінансуванні АЗС.
А. Бродій користувався авторитетом навіть серед частини виключно українського населення гірських районів. Особливу активність Бродій і його партія проявляли перед виборами. Практично під час усіх виборів АЗС був у першій трійці партій за кількістю одержаних голосів. Під час виборів до чехословацького парламенту в 1924 р. АЗС мав понад 21 тис. голосів (8,4 % від усіх виборців), у 1925 р. — близько 28 тис. (11,6 %), у 1929 р. — 48,5 тис. голосів (18,2 %), у 1935 р. — 45 тис. голосів (13,9 %).
А. Бродій представляв партію в чехословацькому парламенті з 1933 до 1938 р. і був чи не найактивнішим депутатом від Закарпаття. Його численні й різкі виступи в парламенті з критикою чехословацької влади і на захист прав та інтересів Підкарпатської Русі та його населення викликали захоплення у прибічників в рідному краї і незадоволення в урядових і політичних колах ЧСР. Він вимагав надання Закарпаттю автономних прав. У виступі в чехословацькому парламенті 4 червня 1934 р. депутат А. Бродій нагадав, що до того часу ЧСР не виконала умови договору, згідно з яким Закарпаття було приєднано до республіки. 30 листопада того ж року, реагуючи на заяву Е. Бенеша про те, що закарпатці ще «не дозріли» до автономного управління, А. Бродій з парламентської трибуни заявив: «Якщо дозріла була Підкарпатська Русь приєднатися до республіки, так дозріла для того, щоб мала свої права. Це тільки відмовка, що карпаторуський народ незрілий».
У травні 1938 р. АЗС виступив ініціатором створення в Закарпатті блоку політичних партій москвофільського напряму для спільної боротьби за досягнення автономії, який очолив А. Бродій. Він же був ініціатором досягнення компромісу з лідерами партій українського напряму і створення на початку жовтня 1938 р. за їх участю Національної Ради Підкарпатської Русі. Вона й довела боротьбу закарпатців за автономію до переможного кінця. Призначення 11 жовтня 1938 р. А. Бродія прем'єр-міністром першого автономного уряду Підкарпатської Русі було закономірним і не стало несподіванкою як для закарпатців, так і для чехословацьких політиків.
Разом з тим москвофільські переконання і проугорська орієнтація А. Бродія, який ще до призначення прем'єром вів таємні переговори з угорським урядом про приєднання краю до Угорщини шляхом плебісциту, чітко виявилися в його практичній діяльності на посаді голови автономного уряду. Це викликало, з одного боку, незадоволення представників українського напряму в краї, а з іншого — рішучі дії офіційної Праги, яка вдалася до його арешту 26 жовтня 1938 р. за «державну зраду». Одразу після арешту А. Бродій розпочав голодування на знак протесту проти утримання його у в'язниці. 11 лютого 1939 р. його звільнили і після зустрічі з президентом ЧСР Е. Гахою направили на лікування в Татри, звідки він утік до Угорщини.
Після окупації у березні 1939 р. всього Закарпаття Угорщиною А. Бродій повернувся до Ужгорода. У травні його разом з деякими іншими діячами АЗС ввели (без виборів) до нижньої палати угорського парламенту, де до 1944 р. він очолював групу закарпатських депутатів, вимагаючи автономних прав для свого краю. Свої автономістські ідеї пропагував в газетах «Русская правда» (1939—1940) і «Русское слово» (1940—1944), що видавались ним в Закарпатті. Але за період Другої світової війни він істотно змінив своє ставлення до Угорщини: від захоплення до розчарування. Під час Словацького національного повстання восени 1944 р. А. Бродій безуспішно намагався встановити контакти з совіцькими спецслужбами. Коли совіцькі війська встановили власну окупацію Закарпаття, відмовився емігрувати до США, хоча на депутатів парламенту Угорщини чекав літак.
25 листопада 1945 р. А. Бродій був заарештований в Ужгороді органами НКВС. У травні 1946 р. засуджений до смертної кари за колабораціонізм з режимом Міклоша Горті. За неперевіреними даними, розстріляний 11 червня (за іншими джерелами — 7 грудня) 1946 р. Похований в Ужгороді. На підставі ст. 1 Закону Української РСР «Про реабілітацію жертв політичних репресій на Україні» від 17 квітня 1991 р. реабілітований за відсутністю складу злочину.